# Lubricogobius tre
Lubricogobius tre là một loài cá biển thuộc chi Lubricogobius trong họ Cá bống trắng. Loài cá này được mô tả lần đầu tiên vào năm 2009.

## Từ nguyên
Từ định danh tre được đặt theo tên gọi của hòn Tre, đảo lớn nhất trong vịnh Nha Trang, cũng là nơi mà mẫu định danh của loài cá này được thu thập.

## Phân bố và môi trường sống
L. tre hiện chỉ được biết đến duy nhất tại hòn Tre trong vịnh Nha Trang, được thu thập ở độ sâu khoảng 15–20 m. Allen (2015) đã chụp được bức ảnh của một loài Lubricogobius ở vịnh Cenderawasih (hình bên), được cho là L. tre vì có số lượng các tia vây trùng khớp với mô tả gốc của L. tre, tuy nhiên cá thể này không được thu thập.
Tác giả Prokofiev cho rằng, L. tre cực kỳ hiếm gặp.

## Mô tả
Chiều dài cơ thể lớn nhất được ghi nhận ở L. tre là 2,5 cm. Loài này có màu vàng trong mờ, ửng hồng do các tế bào sắc tố đỏ rất nhỏ với các chấm đen li ti, các vây màu đỏ cam tươi.
Số gai vây lưng: 7; Số tia vây lưng: 9; Số gai vây hậu môn: 1; Số tia vây hậu môn: 8; Số gai vây bụng: 1; Số tia vây bụng: 5; Số tia vây ngực: 19.